# LaMoure County
Das LaMoure County ist ein County im Bundesstaat North Dakota der Vereinigten Staaten. Der Verwaltungssitz (County Seat) ist La Moure.

## Geographie
Das County liegt im Südosten von North Dakotam ist im Süden etwa 50 km von South Dakota entfernt und hat eine Fläche von 2981 Quadratkilometern, wovon 9 Quadratkilometer Wasserfläche sind. Es grenzt im Uhrzeigersinn an folgende Countys: Stutsman County, Barnes County, Ransom County, Dickey County, McIntosh County und Logan County.

## Geschichte
LaMoure County wurde am 4. Januar 1873 gebildet und die Organisation am 17. Oktober 1881 abgeschlossen. Benannt wurde es nach Judson LaMoure, einem frühen Politiker in der Gesetzesversammlung des Dakota-Territoriums und Abgeordneten im Senat von North Dakota.
Zwei Bauwerke des Countys sind im National Register of Historic Places eingetragen (Stand 27. März 2018).

## Demografische Daten

Alterspyramide des La Moure County(im Jahr 2000)

Nach der Volkszählung im Jahr 2000 lebten im LaMoure County 4.701 Menschen in 1.942 Haushalten und 1.308 Familien. Die Bevölkerungsdichte betrug 2 Einwohner pro Quadratkilometer. Ethnisch betrachtet setzte sich die Bevölkerung zusammen aus 99,23 Prozent Weißen, 0,02 Prozent Afroamerikanern, 0,13 Prozent Asiaten und 0,11 Prozent aus anderen ethnischen Gruppen; 0,34 Prozent stammten von zwei oder mehr Ethnien ab. 0,55 Prozent der Bevölkerung waren spanischer oder lateinamerikanischer Abstammung.
Von den 1.942 Haushalten hatten 27,5 Prozent Kinder und Jugendliche unter 18 Jahre, die bei ihnen lebten. 60,5 Prozent waren verheiratete, zusammenlebende Paare, 4,0 Prozent waren allein erziehende Mütter, 32,6 Prozent waren keine Familien, 30,8 Prozent waren Singlehaushalte und in 16,6 Prozent lebten Menschen im Alter von 65 Jahren oder darüber. Die Durchschnittshaushaltsgröße betrug 2,38 und die durchschnittliche Familiengröße lag bei 2,99 Personen.
Auf das gesamte County bezogen setzte sich die Bevölkerung zusammen aus 24,2 Prozent Einwohnern unter 18 Jahren, 5,4 Prozent zwischen 18 und 24 Jahren, 23,0 Prozent zwischen 25 und 44 Jahren, 24,0 Prozent zwischen 45 und 64 Jahren und 23,4 Prozent waren 65 Jahre alt oder darüber. Das Durchschnittsalter betrug 43 Jahre. Auf 100 weibliche Personen kamen 102,4 männliche Personen. Auf 100 Frauen im Alter von 18 Jahren oder darüber kamen statistisch 100,7 Männer.
Das jährliche Durchschnittseinkommen eines Haushalts betrug 29.707 USD, das Durchschnittseinkommen der Familien betrug 36.495 USD. Männer hatten ein Durchschnittseinkommen von 26.351 USD, Frauen 17.500 USD. Das Prokopfeinkommen betrug 17.059 USD. 14,7 Prozent der Bevölkerung und 12,3 Prozent der Familien lebten unterhalb der Armutsgrenze. Davon waren 16,3 Prozent Kinder und Jugendliche unter 18 Jahre und 12,9 Prozent waren 65 oder älter.